# Alfonso Sastre
Alfonso Sastre Salvador (Madrid, 20 de febrero de 1926-Fuenterrabía, 17 de septiembre de 2021) fue un escritor, dramaturgo, ensayista, guionista cinematográfico español, uno de los principales exponentes de la llamada  Generación del 50, galardonado con el Premio Nacional de Teatro en 1986. Su trayectoria personal se caracterizó por su compromiso político y social, que le llevó a ser perseguido y encarcelado durante la dictadura franquista, contra la que luchó decididamente. Desde comienzos de los años 1970 participó de manera significativa en apoyo de la izquierda nacionalista vasca.

## Biografía
Nació el 20 de febrero de 1926 en Madrid, en la calle de Ponzano, en el seno de una familia laboriosa. Su padre, Alfonso Sastre Moreno era natural de Lorca y fue actor de teatro en la compañía de Francisco Villaespesa, y su madre, Aurora, de Zafrón, Salamanca, procedía de una familia de albañiles rurales. Sastre dice de sí: «Soy un producto madrileño de la emigración de gentes modestas, y hasta decididamente pobres, que buscaron una apertura para sus vidas en otra parte». Creció con tres hermanos (Aurora, Ana y José) y recibió una formación católica. La familia se mudó varias veces y los primeros recuerdos callejeros del dramaturgo se sitúan en la calle de Ríos Rosas. Cursó las primeras letras en el colegio parroquial adscrito a la iglesia de Nuestra Señora de los Ángeles, en Bravo Murillo.
Padeció los bombardeos y el hambre de la Guerra Civil y cursó el bachillerato en el Instituto Cardenal Cisneros de Madrid por el sistema "libre" en una academia privada. En 1943 comenzó la carrera de Ingeniería Aeronáutica, que abandonó a los quince días; lo intentó con la carrera de Aduanas y empezó a finales de los años cuarenta con obras existencialistas solo o en colaboración con el grupo "Arte Nuevo", que cofundó en 1945 para acabar con el tipo de teatro burgués auspiciado por Jacinto Benavente.
Este colectivo agrupó, él aparte, a autores como Medardo Fraile, con quien escribió la pieza Ha sonado la muerte, estrenada en el teatro Beatriz en 1946; Carlos J. Costas, José Franco, José Gordón, José María Palacio y Alfonso Paso. En su seno compuso Sastre los dramas Uranio 235, Cargamento de sueños (estrenada el 9 de enero de 1948 en el teatro del Instituto Ramiro de Maeztu de Madrid por Arte Nuevo bajo su dirección y que narra la historia de un mendigo a quien la desgracia arrebató la fe), El cubo de la basura etcétera. En 1947 empezó a estudiar Filosofía y Letras y en la universidad fundó la revista Raíz con Juan Guerrero Zamora, donde publicó su traducción de Das Urteil, de Franz Kafka. Escribió en colaboración con Medardo Fraile Comedia sonámbula. Intervino como actor en L'annonce faite à Marie de Paul Claudel con la compañía Teatro Universitario de Ensayo. Comenzó a colaborar en la revista La Hora, de ideología falangista y editada por la jefatura nacional del Sindicato Español Universitario (SEU), y cumplió el primer periodo del servicio militar en La Granja. En 1949 comenzó Prólogo patético, que terminó en 1950; la obra fue prohibida y el autor pasó a comprometerse con el marxismo y el teatro social.
En 1950 firmó con José María de Quinto el Manifiesto del Teatro de Agitación Social (TAS) e inició una serie de polémicas en periódicos, libros y coloquios defendiendo la modificación activa de la sociedad por medio del teatro. Continuamente prohibieron al grupo representar obras propias o ajenas.
En 1953 concluyó sus estudios de Filosofía y Letras y tuvo lugar su primer gran éxito, Escuadra hacia la muerte, drama en dos actos estrenado el 18 de marzo de 1953, prohibido a la tercera representación e interpretado por el T.P.U., Teatro Popular Universitario, donde un grupo de soldados se encuentra castigado en una Tercera Guerra Mundial y se subleva asesinando al cabo; sienten, sin embargo, angustia y soledad y cada uno escapa de ella a su manera: Adolfo intentará sobrevivir en el monte, Andrés se pasará al enemigo y Javier se ahorcará. Pedro y Luis confían en el perdón.
El 17 de septiembre de 1954 se estrenó La Mordaza, que trata encubiertamente el tema de la dictadura, la represión y la censura. El déspota Isaías Krappo asesina a quien fue víctima suya durante una guerra civil y, aunque su familia lo sabe, sólo su nuera rompe la mordaza del silencio, compuesta de miedo, respeto y fidelidad familiar. Isaías muere en prisión y eso alivia a sus hijos. El mismo año escribió el drama revolucionario Tierra roja, que no se pudo representar, ya que trataba crudamente el tema de la explotación. Siguieron piezas como La sangre de Dios, Ana Kleiber (1955, estrenada en Atenas, 1960), Guillermo Tell tiene los ojos tristes (1955), drama histórico representado en Cagliari (Italia) en 1972, ya que fue prohibida por el régimen franquista; con apariencia histórica trata en realidad de la represión franquista. Muerte en el barrio, diálogo entre un comisario y un tabernero sobre el linchamiento de un médico, ausente de su trabajo cuando debía atender a un niño, que muere víctima de un camión. Le siguen obras como En la red o La cornada, ambas de 1959, esta última sobre el mundo de los toros; todas estas obras constituyen su teatro revolucionario. Por entonces empezó a colaborar en guiones cinematográficos para los directores José María Forqué y Juan Antonio Bardem.
En 1960 redactó el Manifiesto del Grupo de Teatro Realista, también con J. M. de Quinto, por un teatro de calidad. Esta experiencia se reflejó en su ensayo Anatomía del realismo (1965). Se acercó al teatro infantil con la pieza El circulito de tiza (1962), basado en un apólogo chino.
Su llamado Teatro penúltimo (1965-1972) representa una nueva evolución, y está constituido por siete obras: M.S.V. (o La sangre y la ceniza) (1965), El banquete (1965), La taberna fantástica (1966), Crónicas romanas (1968), Ejercicios de terror (1970) y El camarada oscuro (1972) y Ahola es de leil (1974).
Con ellas presentó la tragedia compleja, collage de la aristotélica, el teatro épico de Bertolt Brecht y el esperpento de Ramón María del Valle-Inclán. La sangre y la ceniza, o M.S.V. -iniciales de Miguel Servet Villanueva-, se escribió entre 1962 y 1965 y se editó en italiano y francés antes que en castellano (1976). Trata el proceso inquisitorial del médico, humanista y teólogo Miguel Servet, quemado por Calvino; por influjo del teatro brechtiano mezcla elementos dispares: sólida documentación histórica, himnos nazis, periodistas contemporáneos, imágenes proyectadas, efectos sonoros, inclusión del público en el drama y un lenguaje de contrastes entre el cultismo, el arcaísmo y la jerga, a fin de desconcertar y concienciar al público burgués para que se incomode y deje su alienación. En 1966 Sastre fue encarcelado, y con La taberna fantástica (1966, pero estrenada el 23 de septiembre de 1985) trata, con apariencia de sainete, el tema del lumpen y la marginalidad: al morir la madre de "el Rojo", él y otros quinquis -quinquilleros- reprimidos por la justicia y que actúan de modo compulsivo visitan la taberna de Luis y airean sus trapos sucios, se emborrachan y encolerizan y el Carburo apuñala al Rogelio -"el Rojo"-; todo termina esperpénticamente con romances y coplas a las "virtudes" del muerto. Los personajes se hallan desestructurados por su rol social y el lenguaje reproduce hasta lo ininteligible las jergas de gitanos y quinquis madrileños. Con esta obra culminaba un proceso de liberación del lenguaje.
Crónicas romanas (1968) es una versión del cerco de Numancia con alusiones a la obra de Cervantes sobre este tema; recurre otra vez al collage con imágenes nazis y referencias al Che Guevara. Se reconocen grupos universitarios: sus hábitos -la obra se cierra con la canción "No nos moverán"- y su argot. Habla el historiador Polibio, que no figuraba en las versiones clásicas de Numancia. Se denuncia la violencia con que las civilizaciones se imponen atropellando los derechos del hombre, y los numantinos sucumben bajo cargas policiales como las actuales.
En 1971 escribió Askatasuna! y un año después viajó a Cuba y a Cagliari, donde se representaron sus obras editadas dos años más tarde en francés. Estrenó en Rusia y Estados Unidos. En 1974 le detuvieron junto a su mujer, Eva Forest, a la que encarcelan hasta 1977 bajo la acusación de colaborar con ETA en el atentado de la cafetería Rolando, que se saldó con doce muertos. Sastre también estuvo en prisión entre octubre de 1974 y junio de 1975. En 1978 terminó la Tragedia fantástica de la gitana Celestina, publicada en italiano en 1979 y en español en 1982. Se cuenta la historia clásica invirtiendo algunos elementos, ya que Calisto se enamora de Melibea, antigua prostituta y actual abadesa de un convento; Parmeno lo conduce allí pero Calisto huye perseguido por hereje y la gitana Celestina convence a Melibea para que acepte a Calisto; en una entrevista entre los amantes, unos animales los matan, Celestina muere como monstruo deforme y Sempronio se ahorca. Desde ultratumba, Calisto y Melibea saborean sus últimos instantes de amor. El viaje infinito de Sancho Panza (1984) reelabora las dos partes de Don Quijote: Sancho intentó ahorcarse al morir su amo; ha ingresado en un manicomio, cuyo siniestro doctor narra cómo convenció a don Quijote para buscar aventuras por los campos de La Mancha. Escribió Jenofa Juncal, la roja gitana del monte Jaizkibel y Los últimos días de Emmanuel Kant contados por Ernesto Teodoro Amadeo Hoffmann, estrenada esta última en febrero de 1990. En nota a ¿Dónde estás, Ulalume, dónde estás? (1990) se despidió del teatro: «Es... el acabóse.» Pero sigue escribiendo teatro, ensayo y poesía. En 1993 recibió el Premio Nacional de Literatura en la modalidad de Literatura Dramática.
Alfonso Sastre escribió también cuentos de terror, género al que era muy aficionado, que toca ocasionalmente en su teatro y poesía y que recopiló en Las noches lúgubres. También escribió crítica literaria y política y ejerció habitualmente como colaborador en varios periódicos. También escribió una breve autobiografía, Sonata en mi menor, y fueron editadas colecciones de cartas y alguna entrevista. Comprometido a fondo en la lucha contra el franquismo, sostuvo una notoria polémica con Antonio Buero Vallejo sobre el modo de luchar con el teatro para cambiar la sociedad durante la dictadura; mientras que Buero defendía el posibilismo, es decir, aprovechar cualquier resquicio que permitiera la censura franquista para intentar cambiarla desde dentro, Sastre consideró más radicalmente que esta actitud era una claudicación y optó por un teatro extremista que apenas encontró forma de poderse representar fuera de cenáculos muy limitados merced a la presión de la censura y las dificultades que ponían los empresarios teatrales. El teatro de Sastre, sin embargo, no atiende sólo al contenido y está preocupado por las cuestiones formales y estructurales y es sensible, pues, a cualquier renovación que provoque la concienciación y el resquebrajamiento del teatro burgués.

## Actividad política

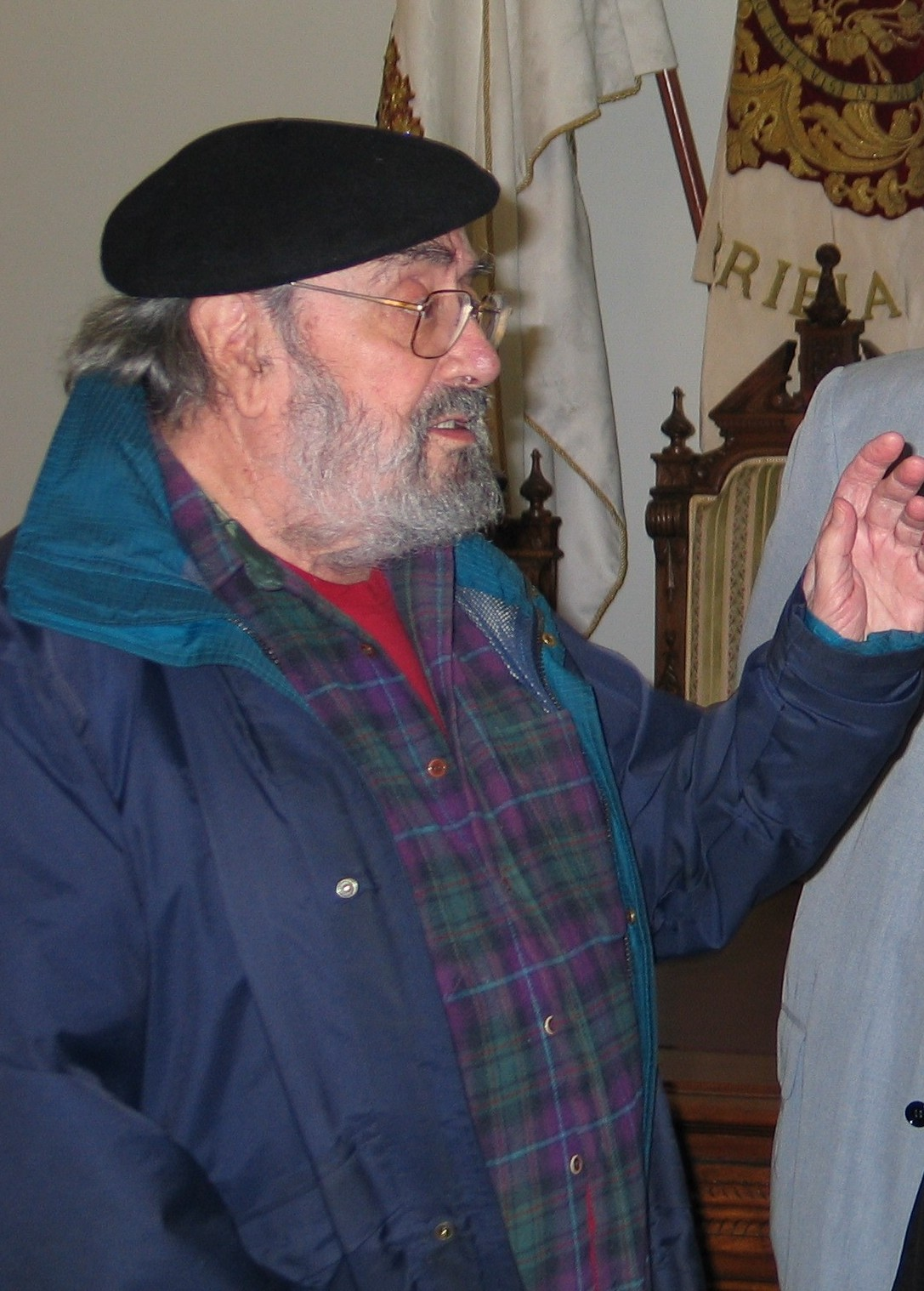
Alfonso Sastre en 2008.

Durante el franquismo, Sastre militó en el Partido Comunista de España (PCE). En 1956 fue encarcelado por su participación en las protestas universitarias contra la dictadura. Un año antes se había casado con Eva Forest, que compartía con Sastre su compromiso político. En los primeros años de la década de 1970, Sastre abandonó el PCE, considerándolo demasiado reformista. Durante los últimos años de la dictadura, Forest fue detenida el 16 de septiembre de 1974 por su presunta implicación en el atentado de la calle Correo, que dejó doce muertos. Tras ser encarcelada, Sastre se presentó en el juzgado, siendo encarcelado y procesado por delito de terrorismo. Sastre pasó ocho meses y medio en prisión antes de ser puesto en libertad provisional, bajo fianza de 100 000 pesetas. Finalmente la causa fue sobreseída. En 1975 dejó España y se estableció en Burdeos (Francia), donde permaneció año y medio, antes de ser expulsado por las autoridades francesas y volver consiguientemente a España.
Forest permaneció en prisión preventiva tres años, hasta que fue excarcelada en junio de 1977 y definitivamente exonerada gracias a la Ley de Amnistía de dicho año. Tras su liberación, el matrimonio se mudó a Fuenterrabía. Desde entonces, la actividad política de Sastre siempre estuvo ligada a la izquierda nacionalista vasca. En 1980 la pareja fue brevemente detenida al sospechar la policía que en su casa se podía ocultar un comando de ETA. Tras su liberación, Sastre declaró que simpatizaban con Herri Batasuna, pero que no tenían ninguna relación con ETA. En 1987 pidió el voto para Herri Batasuna (HB) en las elecciones al Parlamento Europeo de 1987 y en las de 1989 fue candidato por la misma formación. Fue organizador, en 1998, de la plataforma Hitz egin en apoyo del diario Egin. En las elecciones al Parlamento Europeo de 1994 fue candidato por Herri Batasuna de nuevo, y en 1998 fue promotor y candidato de Euskal Herritarrok (EH) para las elecciones al Parlamento Vasco por Guipúzcoa y en 1999 para las elecciones al Parlamento Europeo de 1999. También fue uno de los firmantes de apoyo a una iniciativa a favor de los derechos de los presos de ETA aparecida en Gara el 11 de mayo de 2000 y autor, el 13 de junio de 2002, junto con su esposa, Eva Forest, de un documento contra la ilegalización de Batasuna. Igualmente fue promotor de la candidatura Herritarren Zerrenda (HZ) (anulada por su relación con la ilegalizada Batasuna) para las elecciones al Parlamento Europeo de 2004, participando en el acto de presentación de ésta celebrado en el Palacio Kursaal de San Sebastián el 24 de abril de 2004. El 12 de diciembre de 2007 participó en un acto en la Universidad del País Vasco organizado por la Plataforma de Solidaridad con los Imputados en el Sumario 18/98. Asimismo ha sido colaborador del diario Gara. En 2008 fue candidato por Acción Nacionalista Vasca (ANV) en las elecciones generales al Senado por la provincia de Guipúzcoa, siendo anulada la candidatura por el Tribunal Supremo al considerarla sucesora de la ilegalizada Batasuna.
Por último, en las elecciones al Parlamento Europeo de 2009 fue el cabeza de lista de la candidatura Iniciativa Internacionalista - La solidaridad entre los pueblos, anulada en un principio por el Tribunal Supremo pero restituida por el Tribunal Constitucional, para la cual el 23 de mayo de 2009 Arnaldo Otegi pidió el voto de la izquierda abertzale. Dicha candidatura no obtuvo representación en las elecciones celebradas el 7 de junio de 2009.

## Obra teatral
- Uranio 235 (1946), drama.
- Cargamento de sueños (1949), drama.
- Prólogo patético (1950), drama.
- El cubo de la basura (1951), drama.
- Escuadra hacia la muerte (1953), drama.
- El pan de todos (1953), drama.
- La mordaza (1954), drama.
- Tierra roja (1954), drama.
- Ana Kleiber (1955), drama.
- La sangre de Dios (1955), drama.
- Muerte en el barrio (1955), drama.
- Guillermo Tell tiene los ojos tristes (1955), drama.
- El cuervo (1956), drama.
- Asalto nocturno (1959), drama.
- En la red (1959), drama.
- La cornada 1959, drama.
- Oficio de tinieblas (1962).
- El circulito de tiza o Historia de una muñeca abandonada (1962).
- M.S.V. o La sangre y la ceniza (1965), drama.
- El banquete (1965), drama.
- La taberna fantástica (1966), drama.
- Crónicas romanas (1968), drama.
- Melodrama (1969).
- Ejercicios de terror (1970), drama.
- Askatasuna (1971), drama.
- Las cintas magnéticas (1971), drama.
- El camarada oscuro (1972), drama.
- Ahola no es de leíl (1974), drama.
- Tragedia fantástica de la gitana Celestina (1978).
- Análisis de un comando (1978).
- El hijo único de Guillermo Tell (1980).
- Aventura en Euskadi (1982).
- Los hombres y sus sombras (1983).
- Jenofa Juncal (1983).
- El viaje infinito de Sancho Panza (1984).
- El cuento de la reforma (1984).
- Los últimos días de Emmanuel Kant (1985).
- La columna infame (1986).
- Revelaciones inesperadas sobre Moisés (1988).
- Demasiado tarde para Filoctetes (1989).
- Drama titulado A (1990).
- ¿Dónde estás, Ulalume, dónde estás? (1990).
- Teoría de las catástrofes (1993).
- Lluvia de ángeles sobre París (1994).
- Los crímenes extraños (1996): ¡Han matado a Prokopius!, Crimen al otro lado del espejo y El asesinato de la luna llena
- Alfonso Sastre se suicida (1997).
- Drama titulado No (2001).
- El nuevo cerco de Numancia (2002).
- El extraño caso de los caballos blancos de Rosmersholm (2006).
- Los misterios de Henrik Ibsen (2007, inédita).
- Terrible crimen en una tragedia de Shakespeare (2008, inédita).
- El asesino inesperado (2008, inédita).
- Las últimas aventuras de Isidro Rodes y Pepita Luján (2008).
- Las noches del fin del mundo (2009, inédita).
- Lope de Aguirre que estás en los infiernos (2010).
- En el cuarto oscuro: ocho historias para un cine de terror (2012).

## Obra ensayística
- Drama y sociedad, Madrid, Ed. Taurus, 1956.
- Anatomía del realismo, Barcelona, Ed. Seix Barral, 1965.
- La revolución y la crítica de la cultura, Barcelona, Ed. Grijalbo, 1970.
- Crítica de la imaginación, Barcelona, Ed. Grijalbo 1978.
- Lumpen, marginación y jerigonça, Madrid, Ed. Legasa, 1980.
- Escrito en Euskadi, Madrid, Revolución, 1982
- Prolegómenos a un teatro del porvenir, Bilbao, Ed. Hiru, 1992
- ¿Dónde estoy yo? Fuenterrabía, Ed. Hiru, 1994
- El drama y sus lenguajes I, Fuenterrabía, Ed. Hiru, 2000.
- Las dialécticas de lo imaginario (2000).
- El drama y sus lenguajes II, Fuenterrabía, Ed. Hiru 2001. En dos volúmenes: I. Drama y Poesía y II. Gramaturgia y textamento (sic).
- Los intelectuales y la utopía, Madrid, Debate, 2002.
- Ensayo sobre lo cómico, Fuenterrabía, Ed. Hiru, 2002.
- Limbus o los títulos de la Nada, Fuenterrabía, Ed. Hiru, 2002.
- La batalla de los intelectuales, Cuba, 2003.
- Manifiesto contra el pensamiento débil, Fuenterrabía, Ed. Hiru, 2003.
- Cuatro dramas en la brecha. La Habana, Ed. Alarcos (2003).
- El retorno de los intelectuales (coautor), Fuenterrabía, Ed. Hiru, 2004.

## Narrativa
- Las noches lúgubres, Madrid, Ed. Alfaguara, 1963
- El Paralelo 38, Madrid, Horizonte, 1964.
- Flores rojas para Miguel Servet, Madrid, Ribadeneyra, 1967.
- El lugar del crimen, Barcelona, Argos Vergara, 1982.
- Necrópolis, Madrid, Grupo Libro 88, 1994
- Historias de California, Fuenterrabía, Ed. Hiru, 1996

## Poesía
- Balada de la cárcel de Carabanchel y otros poemas celulares, París, Ruedo Ibérico, 1976.
- El Evangelio de Drácula, Camp de l'Arpa, 1976.
- El español al alcance de todos, Madrid, Sensemayá Chororó, 1978.
- T.B.O., Madrid, Zero-Zyx, 1978.
- Vida del hombre invisible contada por él mismo, Madrid, Endimyón, 1994.
- Residuos urbanos (escrito de 1942, a hoy, inédito).
- Antologado en Poesía y realidad. Moguer, Fundación Juan Ramón Jiménez, 2003.
- Obra lírica y doméstica. Poemas completos. Fuenterrabía, Ed. Hiru, 2004.

## Premios
Premios San Jorge de Cinematografía
| Año  | Categoría           | Película                  | Resultado |
| ---- | ------------------- | ------------------------- | --------- |
| 1957 | Mejor guion español | Amanecer en puerta oscura | Ganador   |